# Métro de Chongqing
Le métro de Chongqing (en chinois : 重庆轨道交通) est l'un des systèmes de transport en commun de la municipalité de Chongqing, en République populaire de Chine.
À cause du relief accidenté de la ville, le réseau présente l'originalité de disposer de deux lignes de monorail en grande partie aérienne qui forment les plus longues lignes de monorail au monde.

## Histoire

Évolution du métro de Chongqing.

En raison du caractère montagneux du relief de Chongqing, dont l'implantation s'est faite sur des collines et à la confluence des profondes vallées du Yangtsé et de la Jialing, le choix pour cette première ligne s'est porté sur un système monorail, principalement aérien, avec des rames capables de gravir des rampes de déclivité importante.
Les travaux de la ligne, dénommée « ligne 2 », débutent en 1999 pour la première section de Jiaochangkou à Dongwuyuan est mise en service le 18 juin 2005 et son prolongement jusqu'à Xinshancun le 1er juillet 2006.

## Réseau opérationnel
En 2024, dix lignes sont en service. Le réseau est composé de sept lignes de métro sur rail, de deux lignes de monorail.
À cause de la profondeur des vallées du Yangtsé et de la Jialing formant une différence d'altitude d'environ une centaine de mètres avec les plateaux urbains, l'intégralité des traversées fluviales de chaque ligne a lieu en extérieur sur des viaducs.

### Tableau des lignes
| Ligne                 | Terminus               | Terminus                 | Année ouverture | Année extension | Longueur km | Stations | Type     |
| --------------------- | ---------------------- | ------------------------ | --------------- | --------------- | ----------- | -------- | -------- |
|                       | (boucle)               | (boucle)                 | 2018            | 2021            | 51          | 33       | Métro    |
|                       | Chaotianmen (Yuzhong)  | Bishan (Bishan)          | 2011            | 2021            | 43.7        | 25       | Métro    |
|                       | Jiaochangkou (Yuzhong) | Yudong (Banan)           | 2005            | 2014            | 31.3        | 25       | Monorail |
|                       | Yudong (Banan)         | Jiangbei Airport (Yubei) | 2011            | 2016            | 66.5        | 45       | Monorail |
| Jurenba (Yubei)       | Bijin (Yubei)          |                          | 2011            | 2016            | 66.5        | 45       | Monorail |
|                       | Min'an Avenue (Yubei)  | Huangling (Yubei)        | 2018            | 2019            | 50.7        | 24       | Métro    |
|                       | Yuegangbeilu (Yubei)   | Dashiba (Jiangbei)       | 2017            | 2023            | 25.4        | 16       | Métro    |
| Shiqiaopu (Jiulongpo) | Tiaodeng (Dadukou)     | 2021                     |                 | 17,9            | 12          |          | Métro    |
|                       | Chayuan (Banan)        | Beibei (Beibei)          | 2012            | 2015            | 75.9        | 33       | Métro    |
| Lijia (Yubei)         | Yuelai (Yubei)         |                          | 2012            | 2015            | 75.9        | 33       | Métro    |
|                       | Gaotanyan (Shapingba)  | Huashigou (Yubei)        | 2022            |                 | 40.1        | 29       | Métro    |
|                       | Liyuchi (Jiangbei)     | Wangjiazhuang (Yubei)    | 2017            | 2023            | 38.5        | 23       | Métro    |
|                       | Rue Fuhua              | Tiaodeng sud             | 2023            |                 | 29          | 19       | Métro    |
| Total                 | Total                  | Total                    | Total           | Total           | 523,7       | 304      |          |

### Ligne circulaire
La ligne circulaire ou ligne 0 est une ligne de métro sur rail qui comme son nom l'indique forme une boucle de 51 km avec 30 stations dont 28 souterraines. Un premier tronçon de la ligne a été inauguré le 28 décembre 2018 entre les stations Bibliothèque de Chongqing (zh) et Erlang puis la boucle fut achevée le 20 janvier 2021.

### Ligne 1
La ligne 1 est la première ligne de métro sur rail construite à Chongqing. Elle fut ouverte au public en 2011 et mesure actuellement 38,9 km en reliant la station Xiaoshizi proche de la confluence entre la rivière Jialing et le fleuve Yangtsé à la station Bishan dans la banlieue Ouest. Elle dispose de 25 stations dont 17 souterraines.

### Ligne 2
La ligne 2 est une ligne de monorail. Bien que dénommée « ligne 2 », il s'agit de la première ligne du réseau, inaugurée en 2005. Elle reliait initialement les stations Jiaochangkou à Dongwuyuan sur 13,5 km en longeant la rivière Jialing sur une partie de son parcours puis fut progressivement prolongée au Sud jusqu'à Yudong. Cette ligne mesure actuellement 31,3 km et parcourt trois districts de Chongqing : Yuzhong, Jiulongpo et Dadukou. Elle dispose de 25 stations dont 3 souterraines. Elle est aérienne pour sa plus grande partie, seuls 2,2 km sont en souterrain.
| Station № | Nom de la station | Nom de la station | Correspondances   | Distance km | Distance km | District  |
| Station № | Transcription     | Chinois           | Correspondances   | Distance km | Distance km | District  |
| --------- | ----------------- | ----------------- | ----------------- | ----------- | ----------- | --------- |
| 2/01      | Jiaochangkou (en) | 较场口            | Ligne 1           | -           | 0.00        | Yuzhong   |
| 2/02      | Linjiangmen (en)  | 临江门            |                   | 0.70        | 0.70        | Yuzhong   |
| 2/03      | Huanghuayuan (en) | 黄花园            |                   | 1.20        | 1.90        | Yuzhong   |
| 2/04      | Daxigou (en)      | 大溪沟            |                   | 0.70        | 2.60        | Yuzhong   |
| 2/05      | Zengjiayan (en)   | 曾家岩            | Ligne 10          | 0.80        | 3.40        | Yuzhong   |
| 2/06      | Niujiaotuo (en)   | 牛角沱            | Ligne 3           | 1.05        | 4.45        | Yuzhong   |
| 2/07      | Liziba            | 李子坝            |                   | 1.00        | 5.45        | Yuzhong   |
| 2/08      | Fotuguan (en)     | 佛图关            |                   | 0.70        | 6.15        | Yuzhong   |
| 2/09      | Daping (en)       | 大坪              | Ligne 1           | 1.60        | 7.75        | Yuzhong   |
| 2/10      | Yuanjiagang (en)  | 袁家岗            |                   | 1.60        | 9.35        | Jiulongpo |
| 2/11      | Xiejiawan (en)    | 谢家湾            | Ligne circulaire  | 1.20        | 10.55       | Jiulongpo |
| 2/12      | Yangjiaping (en)  | 杨家坪            | Ligne 18 (prévue) | 1.30        | 11.85       | Jiulongpo |
| 2/13      | Zoo (en)          | 动物园            |                   | 1.00        | 12.85       | Jiulongpo |
| 2/14      | Dayancun (en)     | 大堰村            |                   | 1.05        | 13.90       | Jiulongpo |
| 2/15      | Mawangchang (en)  | 马王场            |                   | 1.15        | 15.05       | Jiulongpo |
| 2/16      | Ping'an (en)      | 平安              |                   | 1.05        | 16.10       | Dadukou   |
| 2/17      | Dadukou (en)      | 大渡口            |                   | 1.10        | 17.20       | Dadukou   |
| 2/18      | Xinshancun (en)   | 新山村            |                   | 1.20        | 18.40       | Dadukou   |
| 2/19      | Tiantangbao (en)  | 天堂堡            |                   | 0.75        | 19.15       | Dadukou   |
| 2/20      | Jianqiao (en)     | 建桥              |                   | 1.90        | 21.05       | Dadukou   |
| 2/21      | Jinjiawan (en)    | 金家湾            |                   | 1.30        | 22.35       | Dadukou   |
| 2/22      | Liujiaba (en)     | 刘家坝            |                   | 1.35        | 23.70       | Dadukou   |
| 2/23      | Baijusi (en)      | 白居寺            | Ligne 18 (prévue) | 1.70        | 25.40       | Dadukou   |
| 2/24      | Dajiang (en)      | 大江              |                   | 3.70        | 29.10       | Banan     |
| 2/25      | Yudong (en)       | 鱼洞              | Ligne 3           | 1.20        | 30.30       | Banan     |

### Ligne 3
La ligne 3 est la deuxième ligne de monorail construite à Chongqing ; elle fut inaugurée en 2011. Depuis son dernier prolongement en 2016, cette ligne relie la station Yudong à l’aéroport de Chongqing et la station Jurenba avec une séparation des deux branches à la station Bijin. Elle possède 45 stations dont 8 souterraines. Avec une longueur totale de 66,5 km, il s'agit de la plus longue ligne de monorail au monde.

### Ligne 4
La ligne 4 est une ligne de métro sur rail située dans la partie Nord-Est de l’agglomération qui relie la station de l'avenue Min'an en correspondance avec la ligne circulaire à la station Tangjiatuo et fut inaugurée le 28 décembre 2018. Cette ligne est composée de 8 stations dont 6 souterraines et présente une longueur de 15,6 km ce qui en fait actuellement la ligne la plus courte du réseau.

### Ligne 5
La ligne 5 est une ligne de métro sur rail située dans la partie Nord de l’agglomération qui relie la station The EXPO Garden Center à la station Dalongshan. Elle fut inaugurée le 28 décembre 2017, soit exactement le même jour que la ligne 10, elle présente une longueur de 19,5 km et seulement 10 stations. Un deuxième tronçon de 18 km fut inauguré au sud le 20 janvier 2021 entre Shiqiaopu – Tiaodeng mais ce dernier est pour le moment détaché du tronçon nord en attendant l'inauguration du tronçon central.

### Ligne 6
La ligne 6 est la deuxième ligne de métro sur rail inaugurée en 2012. Depuis son dernier prolongement en 2015, cette ligne a atteint une longueur totale de 76 km, ce qui en fait la ligne la plus longue du réseau. Elle relie actuellement la station Chayuan aux stations Beibei et Yuelai avec une séparation des deux branches à la station Lijia. La ligne présente 33 stations dont 27 souterraines.

### Ligne 9
La ligne 9 est une ligne de métro sur rail située dans la partie Nord et Est de l'agglomération qui relie la station Huashigou à la station Gaotanyan. Elle fut inaugurée le 25 janvier 2022 entre Gaotanyan et Xingkedadao puis prolongée le 18 janvier 2023 au Nord à Huashigou. La ligne est longue de 40 km et comporte 29 stations dont 26 souterraines.

### Ligne 10
La ligne 10 est une ligne de métro sur rail qui relie la station Liyuchi à Wangjiazhuang sur une longueur de 34 km. Elle fut inaugurée le 28 décembre 2017, soit exactement le même jour que la ligne 5. Cette ligne a la particularité de desservir les terminaux 2 et 3 de l'Aéroport international de Chongqing-Jiangbei. Elle dispose de 23 stations dont deux située à l'extérieur (les stations Changhe et Zengjiayan) et traverse les fleuves Jialing et Yangtsé sur des viaducs.

### Ligne 18
La ligne 18 est une ligne de métro sur rail qui relie la station Fuhualu à Tiaodengnan. Elle fut inaugurée le 28 décembre 2023 et présente une longueur de 29 km. Elle dispose de 19 stations dont 12 souterraines et traverse le fleuve Yangtsé par deux fois sur des viaducs.